# Maputo
 Ovo je glavno značenje pojma Maputo. Za druga značenja pogledajte Maputo (razdvojba).
Maputo (do 1976. Lourenço Marques) glavni je i najveći grad Mozambika. Leži na obali Indijskog oceana; njegova luka u zaljevu Delagoa ubraja se među najbolje u južnoj Africi. Osnovan je oko 1720. godine. Razvoj grada ubrzan je izgradnjom željezničke pruge do Johannesburga i Pretorie.
Ima suvremeno opremljenu luku s velikim robnim prometom. Razvijene su prehrambena, tekstilna i kemijska industrija; postoji i tvornica cigareta. Sveučilište je osnovano 1963. godine. U blizini je zračna luka Gago Continho.
Maputo je 2007. imao 1.094.628 stanovnika.

## Vanjske poveznice
|  | Zajednički poslužitelj ima još gradiva o temi Maputo |